# Bęben mały
Bęben mały, werbel (wł. tamburo, tamburo militare, tamburo piccolo, skrót: tamb., tmb.; ang. snare drum; niem. kleine Trommel) – instrument perkusyjny z grupy membranofonów o niekreślonej wysokości dźwięku. Używany w muzyce symfonicznej, a także w muzyce rozrywkowej jako jeden z dwóch podstawowych elementów zestawu perkusyjnego wraz z wielkim bębnem. Posiada sprężyny rezonujące, dające charakterystyczny efekt szumu.
Standardowe werble mają zazwyczaj średnicę 14 cali i głębokość 5,5 cala. Są także werble głębokie (o głębokości 6 cali – 8 cali) i werble piccolo (o głębokości 3 cali – 4 cali) dające znacznie wyższe dźwięki niż werble głębsze. Istnieją również werble marszowe, zazwyczaj głębsze od tych z zestawu perkusyjnego, stosowane np. w orkiestrach dętych.
Na budowę werbla składa się: 
- korpus drewniany lub metalowy;
- naciągi (dolny i górny);
- obręcze przyciskające membrany;
- zestaw śrub napinających naciągi;
- sprężyny rezonujące (przylegające do dolnego naciągu);
- mechanizm naciągający i zwalniający sprężyny, tzw. maszynka;
- opcjonalnie tłumik górnego naciągu (np. floki, e-ring, moongel, om-1, taśma klejąca i chusteczka higieniczna);
- lug – metalowy (rzadziej plastikowy) element przymocowany do korpusu werbla pozwala na przymocowanie śrub napinających naciągi.

## Notacja
Dźwięki grane przez werbel w muzyce symfonicznej są notowane na jednej linii. W zapisie przeznaczonym do gry na zestawie perkusyjnym są zapisywane między trzecią a czwartą linią (licząc od dołu).

## Pliki muzyczne
| (audio)                                      | \| (info) \| \| Przykład gry na niewytłumionym werblu, 53 KB \| \| (info) \| \| Przykład gry na wytłumionym werblu, 37 KB \| \| (info) \| \| Przykład gry na obręczy werbla, 46 KB \| \| Problem ze ściągnięciem pliku? Zobacz pomoc. \| |
| (info)                                       | |
| Przykład gry na niewytłumionym werblu, 53 KB | |
| (info)                                       | |
| Przykład gry na wytłumionym werblu, 37 KB    | |
| (info)                                       | |
| Przykład gry na obręczy werbla, 46 KB        | |
| Problem ze ściągnięciem pliku? Zobacz pomoc. | |